# Прва лига СР Југославије у кошарци 1998/99.
Првенство СР Југославије у кошарци 1998/1999. је било осмо првенство Савезне Републике Југославије у кошарци. Због спонзорског уговора лига је имала назив Винстон ЈУБА лига. Због НАТО бомбардовања плејоф није игран већ је првак проглашен након регуларног дела сезоне. Титулу је освојила Будућност.

## Клубови у сезони 1998/99.
| Клуб             | Град      | Дворана                  | Капацитет |
| ---------------- | --------- | ------------------------ | --------- |
| Беобанка         | Београд   | Хала спортова у Београду | 5.000     |
| Беопетрол        | Београд   | Хала спортова у Београду | 5.000     |
| Будућност        | Подгорица | Спортски центар Морача   | 4.300     |
| Здравље          | Лесковац  | СРЦ Дубочица             | 3.600     |
| Ива Зорка        | Шабац     | Спортска хала Зорка      | 3.000     |
| Ловћен           | Цетиње    | Спортски центар Ловћен   | 1.500     |
| Партизан         | Београд   | Хала Пионир              | 8.150     |
| Раднички Београд | Београд   | ЦКС Шумице               | 2.000     |
| Спартак          | Суботица  | Хала спортова у Суботици | 3.000     |
| ФМП              | Железник  | Дворана Железник         | 3.000     |
| Хемофарм         | Вршац     | Центар Миленијум         | 5.000     |
| Црвена звезда    | Београд   | Хала Пионир              | 8.150     |

## Табела
|     | Тим              | Игр. | Поб. | Изг. | П+   | П-   | П+/- | Бод |
| --- | ---------------- | ---- | ---- | ---- | ---- | ---- | ---- | --- |
| 1.  | Будућност        | 22   | 20   | 2    | 1762 | 1523 | +239 | 42  |
| 2.  | Црвена звезда    | 22   | 19   | 3    | 1794 | 1562 | +232 | 41  |
| 3.  | Партизан         | 22   | 16   | 6    | 1926 | 1694 | +232 | 38  |
| 4.  | Раднички Београд | 22   | 13   | 9    | 1778 | 1762 | +16  | 35  |
| 5.  | Беобанка         | 22   | 11   | 1    | 1632 | 1573 | +59  | 33  |
| 6.  | Беопетрол        | 22   | 11   | 11   | 1709 | 1684 | +25  | 33  |
| 7.  | ФМП Железник     | 22   | 11   | 11   | 1646 | 1569 | +77  | 33  |
| 8.  | Спартак          | 22   | 9    | 13   | 1645 | 1686 | -41  | 31  |
| 9.  | Ловћен           | 22   | 9    | 13   | 1455 | 1555 | -100 | 31  |
| 10. | Хемофарм         | 22   | 7    | 15   | 1561 | 1628 | -67  | 29  |
| 11. | Здравље          | 22   | 5    | 17   | 1512 | 1689 | -177 | 27  |
| 12. | Ива Зорка        | 22   | 1    | 21   | 1678 | 2175 | -497 | 23  |

Легенда:
| Првак СР Југославије 1998/99. |
| ----------------------------- |
| Будућност                     |

## Састави екипа
| Екипа               | Играчи | Тренер           |
| ------------------- | --- | ---------------- |
| Будућност           | Владо Шћепановић, Гаврило Пајовић, Дејан Радоњић, Драган Вукчевић, Ђуро Остојић, Саша Радуновић, Горан Бошковић, Драган Ћеранић, Никола Булатовић, Жељко Топаловић                                        | Мирослав Николић |
| Црвена зведа        | Драгољуб Видачић, Лука Павићевић, Игор Ракочевић, Златко Болић, Стеван Пековић, Милутин Алексић, Оливер Поповић, Јово Станојевић, Миленко Топић, Никола Јестратијевић, Владимир Тица, Владимир Радмановић | Борислав Џаковић |
| Партизан            | Владимир Ђокић, Драган Луковски, Харис Бркић, Александар Чубрило, Марко Пековић, Зоран Стевановић, Александар Гилић, Владимир Видачић, Дејан Томашевић, Ратко Варда                                       | Владислав Лучић  |
| ФМП Железник        | Веселин Петровић, Александар Матић, Младен Шекуларац, Александар Смиљанић, Дејан Милојевић, Огњен Ашкрабић, Драган Тимотић, Младен Гамбирожа, Драган Басарић, Горан Николић                               | Ацо Петровић     |
| Беобанка            | Иван Цимбаљевић, Иван Красић, Горан Савановић, Милан Радовановић, Владимир Кузмановић, Стеван Нађфеји, Мишел Лазаревић, Марко Ивановић, Александар Глинтић, Саша Бајовић                                  | Дарко Русо       |
| Раднички Југопетрол | Војкан Бенчић, Драган Алексић, Дејан Парежанин, Александар Авлијаш, Александар Нађфеји, Огњен Вукићевић, Душан Недић, Бојан Обрадовић, Борис Раичевић, Зоран Јовановић                                    | Рајко Тороман    |
| Беопетрол           | Игор Перовић, Раде Милутиновић, Небојша Савић, Душан Кецман, Ненад Букумировић, Милан Прековић, Жарко Чабаркапа, Срђан Јековић, Ранко Велимировић, Бранко Синђелић, Љубисав Луковић, Мијаило Грушановић   | Зоран Кречковић  |
| Спартак             | Драган Марковић, Ненад Чанак |                  |
| Хемофарм            | Жељко Вучуровић, Марко Ивановић |                  |
| Ловћен              | Драган Радовић, Небојша Богавац, Слободан Тошић, Дарко Ивановић, Милосав Шушић, Зоран Миловић, Дарко Пековић, Милош Оташевић, Никола Глишовић, Игор Ковачевић, Ранко Чарапић                              | Миодраг Кадија   |
| Здравље             | Миљан Павковић, Слободан Митић |                  |